# La bruja (serie de televisión)
La bruja es una serie de televisión colombiana producida por Caracol Televisión en 2011. Historia basada en el libro La bruja, del escritor colombiano Germán Castro Caycedo. Esta protagonizada por Flora Martinez como el personaje titular.

## Sinopsis
La historia trata de una bruja gitana y un conocido jefe de la mafia. Sus historias son la base para mostrar cómo el narcotráfico infiltró y afectó la economía y sociedad de Fredonia generando abusos de autoridad y corrupción. La bruja también muestra el papel protagónico que tuvieron los Estados Unidos en el surgimiento y expansión del narcotráfico en Colombia.
La producción ha sido grabada entre Jardín, Fredonia, Venecia, Medellín (Antioquia), Bogotá, México y Miami. La serie fue ambientada en la época de los años 70 y 80. Esta producción inició con aceptables resultados de audiencia en el horario estelar, sin embargo tras la transmisión de la Copa América 2011 y su consiguiente interrupción, su rating bajó notablemente, llevándola a los últimos lugares de audiencia.[cita requerida]

## Elenco
| Actor                 | Personaje                        |
| --------------------- | -------------------------------- |
| Flora Martínez        | Amanda Mora, "La Bruja"          |
| Andrés Parra          | Jaime Cruz                       |
| Kristal               | Selene Cruz                      |
| Andrés Toro           | Leonel                           |
| María Cecilia Botero  | Carmen Escobar                   |
| Luis Mesa             | Rodrigo                          |
| Germán Jaramillo      | Octavio Mejía                    |
| Natalia Jerez         | Claudia Mejía                    |
| Vicky Hernández       | Clemencia de Mejía               |
| Humberto Dorado       | Augusto, Gobernador de Antioquia |
| Martha Isabel Bolaños | Virgelina                        |
| Viviana Serna         | Solita                           |
| Laura Londoño         | Lina Bedoya                      |
| Kepa Amuchastegui     | Presidente de Colombia           |
| Gledys Ibarra         | "La Negra"                       |
| Rebeca López          | Esposa del presidente            |
| Juan Pablo Franco     | Hugo                             |
| Manuel José Chávez    | Felipe Mejía                     |
| Noëlle Schonwald      | Leticia Figueroa                 |
| Carmenza Cossio       | Juvesa                           |
| Leonardo Acosta       | Fidel                            |
| Mauro Mauad           | "Pájaro Loco"                    |
| Diego Vélez           | Sacerdote                        |
| Andrés Salazar        | Toño Mora                        |
| Luis Fernando Montoya | Monseñor                         |
| Héctor García         | Montoya                          |
| Carlos Gutiérrez      | "Maletín"                        |
| Christian Tappan      | Luis Carlos Estrada              |
| Pedro Mogollón        | Pacho Cruz                       |
| Alberto Palacio       | Mario Gómez                      |
| Federico Rivera       | Quiñones                         |

## Premios y nominaciones
| Año  | Premios                           | Categoría                                           | Nominado(s)                       | Resultado | Ref.        |
| ---- | --------------------------------- | --------------------------------------------------- | --------------------------------- | --------- | ----------- |
| 2012 | XXVIII Premios India Catalina     | Mejor serie o miniserie                             | —                                 | Nominada  | [ 4 ] [ 5 ] |
| 2012 | XXVIII Premios India Catalina     | Mejor director de serie o miniserie                 | Luis Alberto Restrepo             | Nominado  | [ 4 ] [ 5 ] |
| 2012 | XXVIII Premios India Catalina     | Mejor actriz protagónica de serie o miniserie       | Flora Martínez                    | Nominada  | [ 4 ] [ 5 ] |
| 2012 | XXVIII Premios India Catalina     | Mejor actor antagónico de telenovela o serie        | Andrés Parra                      | Nominado  | [ 4 ] [ 5 ] |
| 2012 | XXVIII Premios India Catalina     | Mejor actriz de reparto de serie o miniserie        | María Cecilia Botero              | Nominada  | [ 4 ] [ 5 ] |
| 2012 | XXVIII Premios India Catalina     | Mejor actriz de reparto de serie o miniserie        | Vicky Hernández                   | Nominada  | [ 4 ] [ 5 ] |
| 2012 | XXVIII Premios India Catalina     | Mejor actor de reparto de serie o miniserie         | Diego Vélez                       | Nominado  | [ 4 ] [ 5 ] |
| 2012 | XXVIII Premios India Catalina     | Mejor adaptación para libreto de telenovela o serie | Alberto Quiroga                   | Nominado  | [ 4 ] [ 5 ] |
| 2012 | XXVIII Premios India Catalina     | Mejor banda sonora de serie o miniserie             | Jimmy Pulido                      | Ganador   | [ 4 ] [ 5 ] |
| 2012 | XXVIII Premios India Catalina     | Mejor arte de serie o miniserie                     | Diego Guarnizo, Germán Lizarralde | Ganadores | [ 4 ] [ 5 ] |
| 2012 | XXVIII Premios India Catalina     | Mejor fotografía de serie o miniserie               | Diego Forero, Diego López         | Nominados | [ 4 ] [ 5 ] |
| 2012 | XXVIII Premios India Catalina     | Mejor edición de serie o miniserie                  | Jairo Franco                      | Nominado  | [ 4 ] [ 5 ] |
| 2012 | XXI Premios TVyNovelas (Colombia) | Protagonista femenina favorita de serie             | Flora Martínez                    | Ganadora  | [ 6 ]       |
| 2012 | XXI Premios TVyNovelas (Colombia) | Villana favorita de serie                           | Natalia Jerez                     | Nominada  | [ 6 ]       |
| 2012 | XXI Premios TVyNovelas (Colombia) | Villano favorita de serie                           | Andrés Parra                      | Nominado  | [ 6 ]       |